# Searchlight Pictures
Searchlight Pictures is een gespecialiseerde filmdivisie van filmstudio 20th Century Studios, dat op zijn beurt sinds 2019 deel uitmaakt van The Walt Disney Company.

## Geschiedenis
Filmstudio 20th Century Fox bracht aanvankelijk onafhankelijke films uit onder de labels 20th Century-Fox International Classics (later: 20th Century-Fox Specialized Film Division) en TLC Films.
In 1994 werd Fox Searchlight Pictures opgericht. De studio werd een dochteronderneming van 20th Century Fox en specialiseerde zich in het produceren en distribueren van de onafhankelijke films, buitenlandse films, dramedy's, horrorfilms en arthousefilms van het moederbedrijf. Tom Rothman werd de eerste voorzitter van de studio. The Brothers McMullen (1995) was de eerste film die door de nieuwe studio werd uitgebracht.
Fox Searchlight Pictures won met Slumdog Millionaire (2008), 12 Years a Slave (2013), Birdman (2014) en The Shape of Water (2017) telkens de Oscar voor beste film.
In 2019 werd 20th Century Fox overgenomen door The Walt Disney Company. Begin 2020 werd "Fox" uit de studionaam geschrapt door Disney. 20th Century Fox werd omgedoopt tot 20th Century Studios en Fox Searchlight Pictures werd afgekort tot Searchlight Pictures.

## Bekende films van Searchlight Pictures

### Fox Searchlight Pictures (1994–2020)
| - The Brothers McMullen (1995) (de eerste film van de studio) - Blood and Wine (1996) - The Full Monty (1997) - Boys Don't Cry (1999) - Quills (2000) - Super Troopers (2001) - 28 Days Later (2002) - One Hour Photo (2002) - I ♥ Huckabees (2004) - Garden State (2004) - The Hills Have Eyes (2006) - The Last King of Scotland (2006) - Little Miss Sunshine (2006) - Slumdog Millionaire (2008) - Crazy Heart (2009) - 127 Hours (2010) - Black Swan (2010) |  | - The Tree of Life (2011) - Beasts of the Southern Wild (2012) - 12 Years a Slave (2013) - The Grand Budapest Hotel (2014) - Birdman (2014) - Far from the Madding Crowd (2015) - Brooklyn (2015) - Jackie (2016) - The Shape of Water (2017) - The Favourite (2018) - Jojo Rabbit (2019) |

### Searchlight Pictures (2020–heden)
- Downhill (2020)
- Nomadland (2020)
- Nightmare Alley (2021)
- See How They Run (2022)
- The Menu (2022)
- A complete unknown (2024)